# Eupithecia hundamoi
Eupithecia hundamoi es una especie de polilla de la familia Geometridae. La especie fue descrita por primera vez por András Mátyás Vojnits y Edmond de Laever habiendo sido descrita en 1978, con distribución en Corea. Es una polilla gris parduzca, con el segmento terminal y las alas traseras blanquecinas. El holotipo de la especie fue descrita a nivel de Hyesan, parte de la Provincia de Ryanggang.